# Panolis grisea
Panolis grisea är en fjärilsart som beskrevs av Tutt 1892. Panolis grisea ingår i släktet Panolis och familjen nattflyn. Inga underarter finns listade i Catalogue of Life.